# Oziotelphusa aurantia
Oziotelphusa aurantia is een krabbensoort uit de familie van de Gecarcinucidae. De wetenschappelijke naam van de soort is voor het eerst geldig gepubliceerd in 1799 door Herbst.